# Nicole Van Goethem
Nicole Van Goethem (Antwerpen, 31 mei 1941 – aldaar, 3 maart 2000) was een Vlaamse tekenares, cartoonist en animator. Haar film Een Griekse tragedie won in 1986 onder meer een Oscar voor beste korte animatiefilm.

## Opleiding
Nicole Van Goethem groeide op in Antwerpen. Als kind  ging ze naar Les filles de Marie, een Franstalige meisjesschool in Antwerpen. Haar middelbaar bracht ze door op Technisch Instituut Sint-Maria in Antwerpen, waar ze sierkunst studeerde. Na haar middelbare school besloot ze dwarsfluit te studeren aan het Conservatorium van Antwerpen en volgde een kunstopleiding aan de Koninklijke Academie voor Schone Kunsten van Antwerpen. Tijdens haar studie werd ze lid van een barokensemble Consortium Antiquum. In 1965 besloot ze een jaar te reizen naar Spanje en Marokko. Toen ze terugkwam, werkte ze in diverse bars en cafés in het Antwerpse. In deze periode was ze creatief niet actief. In die jaren begon ze een relatie met haar partner Rudi Renson. Ze maakte in de jaren '60 en '70 deel uit van het Antwerpse artistieke milieu waar ook Ludo Mich, Ferre Grignard, Robbe De Hert, Luc Monheim, Wannes Van de Velde, Fred Bervoets en Fernand Auwera deel van uitmaakten. Ze figureerde in de films Verloren maandag en Trouble in Paradise.

## Loopbaan
In 1971 organiseerde ze een tentoonstelling van in hout gesculpteerde beeldjes die ze samen met een vriendin maakte. Van 1974 tot 1978 werkte ze als illustratrice bij het feministische magazine Mimo. In diezelfde periode ontwierp ze affiches voor de Internationale Vrouwendag in opdracht van het Vrouwen overleg Komitee. Haar werk bezorgde haar in 1979 de prijs voor vrouwencartoons. In 1974 werkte ze twee jaar in Parijs, als inkleurster voor de animatiefilm Tarzoon, shame of the jungle van cartoonist Picha (Jean-Paul Walravens). Ze leerde Picha een paar jaar eerder kennen tijdens een wedstrijd in Brussel. Dit was ook haar eerste contact met animatie. In 1977 werkte ze opnieuw voor Picha, dit keer aan de animatiefilm The Missing Link. Tijdens het maken van The Missing Link verbleef ze tijdelijk in Brussel. In die periode werkte ze aan verschillende animatieprojecten, zoals verscheidene films van Tony Cuthbert en de pilootaflevering van De Snorkels. Die werd echter nooit uitgezonden. In 1984 werkte ze als inbetweener aan de eerste langspeelanimatiefilm van Vlaanderen, Jan zonder Vrees, geregisseerd door Jef Cassiers.
Na haar samenwerking met Picha besliste ze om zelf aan animatie te beginnen en begon ze met het schrijven van scripts die aan de basis zouden liggen van haar korte animatiefilms Een Griekse tragedie, Vol Van Gratie en "L.A.T. Hoewel het schrijven plaats vond in 1977 zou het nog tot 1980 duren voor ze terug begon te werken aan het script van Een Griekse tragedie. Tussen '77 een '80 moest ze noodgedwongen terug gaan werken in het nachtleven. In 1980 kreeg ze van de filmcommissie de goedkeuring om door te gaan met haar film. De productie van haar eerste kortfilm Een Griekse tragedie begon in 1983. Er werd anderhalf jaar aan gewerkt met ongeveer twaalf personen. De film werd voltooid in januari 1985. De zes minuten durende kortfilm gaat over drie kariatiden die al eeuwenlang een timpaan ondersteunen, maar hun inspanningen zijn tevergeefs aangezien de tempel almaar verder afbrokkelt. Met zachte humor wordt begrip getoond voor de menselijke zwakheden. De film werd geselecteerd voor het filmfestival van Annecy, waar hij de Grand Prix won en de prijs van het publiek. Een jaar erna kreeg ze een Gouden Aar in het Spaanse Valladolid.  Op 30 maart 1987 was de film een van de 5 geselecteerde voor de Oscar voor beste korte animatiefilm. Een Griekse tragedie won de Oscar. Die werd aan de producenten Linda Van Tulden en Willem Thijssen door overhandigd Tom Hanks en Bugs Bunny, die ook de genomineerden in deze categorie presenteerden. Zo werd Nicole Van Goethem de eerste en enige Oscarwinnaar van België. De Oscar gaf haar bekendheid in binnen- en buitenland. Kort daarna bekende ze dat die niet veel voor haar betekende. Later kwam ze terug op die uitspraak en verklaarde ze tevreden te zijn met haar Oscar. Door de vele prijzen die ze kreeg stroomde het werk binnen.
In 1986 begon ze het boek Onze Sociale Zekerheid van Josse Van Steenberge te illustreren. Dit is de eerste samenwerking tussen Nicole Van Goethem en Josse Van Steenberge. Ze illustreerde in die periode ook voor de krant De Morgen. Verder regisseerde ze de film Human Rights Article 13 (1988), The Spectator en kleinere filmprojecten voor De Volksverzekering. Door al die aandacht kreeg Nicole Van Goethem in 1987 als eerste vrouw een solotentoonstelling in het MUKHA in Antwerpen. De tentoonstelling Nicole Van Goethem – Drawing the Film liep van 1987 tot 1988. De tentoonstelling was ook te zien op diverse plaatsen in België, Amsterdam en Canada. De catalogus van de tentoonstelling werd gepubliceerd met de titel Storyboard Nicole Van Goethem, of hoe belandt een oscar in oud-Antwerpen?.
In 1987 begint ze aan haar tweede auteursfilm, Vol Van Gratie, over een groep kloosterzusters die in een seksshop dildo´s aanzien voor kaarsen en in extase geraken door de geur, waarna ze keer op keer geconfronteerd worden met allerlei fallussymbolen. De film had minder succes dan Een Griekse tragedie, maar kreeg toch een nominatie voor de Gouden Palm Beste kortfilm op het Filmfestival van Cannes.
De tien jaar erna illustreerde Van Goethem vooral boeken. Verder was ze vooral bezig als animatiefilmmaakster en illustratrice. Veel van de projecten die ze aannam waren maatschappelijk geëngageerd. Ze illustreerde boeken voor politica Leona Detiège en Josse van Steenberge. Ze werkte voor verschillende magazines en tijdschriften, zoals Feeling, De Brakke Hond en het Tijdschrift voor ruimtelijke orde en stedenbouw. Ze  illustreerde ook voor een campagne van de Antwerpse politie. Verder ontwierp ze nog postkaarten en kalenders voor diverse ondernemingen, bedrijven en verenigingen. Van Goethem werkte als tekenares en cartooniste voor het satirische Franse tijdschrift Hara-Kiri.
De laatste tien jaar van haar leven begon ze te werken aan haar derde auteursfilm L.A.T. over de latrelatie tussen een schilder en zijn vrouw. De reden dat het zo lang duurde om L.A.T. te maken komt doordat ze veel opdrachten en aanbiedingen kreeg. Ze gaf in een interview in 1988 toe dat ze last had van faalangst.
Nicole Van Goethem overleed in Antwerpen op 3 maart 2000 op 58-jarige leeftijd, nog voor L.A.T. klaar was. Ze werd begraven op het ereperk van het Schoonselhof in Antwerpen. Naar aanleiding van haar overlijden werd in 2000 Nicole Van Goethem, Getekend uitgebracht, met cartoons, stills uit de films en reclameposters. Twee jaar na haar dood werd L.A.T. uitgebracht. Het scenario en storyboard had ze al in 1990 afgewerkt, maar door financiële problemen werd de animatie uitgesteld. In L.A.T. heeft een blinde schilder een latrelatie met een blinde vrouw die vaak schoonmaakt bij hem, en een affaire met een doof model. De film toont dat mensen blind en doof zijn voor emoties. De stemmen werden ingesproken door An Nelissen en Manou Kersting in het Antwerpse dialect. De film werd afgewerkt onder leiding van haar partner Rudi Renson. Hij verscheen op het filmfestival van Annecy.
Na haar dood verscheen in 2003 het boek Getekend. Nicole Van Goethem. In 2006 kwamen er twee solotentoonstellingen: Nicole Van Goethem, het ANDER werk en Nicole van Goethem 1941-2000 Animatiefilms & Grafisch werk. Beide tentoonstellingen vonden plaats in Antwerpen. In 2020 besloot het MUKHA opnieuw een solotentoonstelling aan haar te wijden. De tentoonstelling kreeg de tittel Nicole Van Goethem, tekeningen, animatie en een oscar.

## Erkenning
- 1985: Grote prijs en Publieksprijs op het Festival international du film d'animation d'Annecy voor Een Griekse tragedie
- 1986: Oscar voor beste korte animatiefilm voor Een Griekse tragedie
- 1987: Joseph Plateauprijs voor Een Griekse tragedie (Beste Belgische kortfilm)
- 1988: Joseph Plateauprijs voor Vol van gratie (Beste Belgische kortfilm)
- Nominatie Gouden Palm kortfilm op het Filmfestival van Cannes voor Vol van gratie
- 1988: Geuzenprijs

- Bibsys: 90802579
- Gemeinsame Normdatei: 1090172672
- International Standard Name Identifier: 0000 0000 3273 427X
- Library of Congress Control Number: n93108680
- Nederlandse Thesaurus van Auteursnamen: 073419621
- RKD-Nederlands Instituut voor Kunstgeschiedenis: 101012
- Union List of Artist Names: 500376170
- Virtual International Authority File: 193148995764559750816